# Joliette (municipalità regionale)
Joliette è una municipalità regionale di contea del Canada, localizzata nella provincia del Québec, nella regione di Lanaudière.
Il suo capoluogo è Joliette.

## Suddivisioni
City e Town
- Joliette
- Notre-Dame-des-Prairies

Municipalità
- Crabtree
- Notre-Dame-de-Lourdes
- Saint-Ambroise-de-Kildare
- Saint-Charles-Borromée
- Sainte-Mélanie
- Saint-Paul
- Saint-Thomas

Villaggi
- Saint-Pierre